# Itame angulata
Itame angulata là một loài bướm đêm trong họ Geometridae.